# NGC 7752和NGC 7753
NGC 7752和NGC 7753是一對距離地球約2.72億光年的交互作用星系，在天球上位於飛馬座。
NGC 7753是該系統的主星系，為擁有小範圍核心的棒旋星系。NGC 7752則是NGC 7753的衛星星系，是棒形透鏡狀星系，並且與NGC 7753的其中一個旋臂相連接。這與渦狀星系（M51A）以及其衛星星系NGC 5195（M51B）的狀態類似。

## 超新星
天文學家於NGC 7753內部首次觀測到的超新星為2006年1月的SN 2006A。四個月後再發現一顆Ia超新星SN 2006ch。2013年1月天文學家在NGC 7753內部再發現一顆Ia超新星SN 2013Q。2015年8月發現II型超新星SN 2015ae。

## 外部連結
- Galaxies NGC 7753 & NGC 7752 in Pegasus
- WikiSky上关于NGC 7752和NGC 7753的内容：DSS2, SDSS, GALEX, IRAS, 氢α, X射线, 天文照片, 天图, 文章和图片